# Agraylea saltesea
Agraylea saltesea är en nattsländeart som beskrevs av Ross 1938. Agraylea saltesea ingår i släktet Agraylea och familjen smånattsländor. Inga underarter finns listade i Catalogue of Life.